# Язык тао (ями)
Язык тао (самоназвание: ciciring no Tao, кит.: 達悟語), также известный как язык ями (кит.: 雅美語) — это язык малайско-полинезийской группы, на котором говорят представители народности ями (тао) с Орхидеевого острова, расположенного в 46 км к юго-востоку от Тайваня. Этот язык также относят к иватанскому диалекту.
Сами носители языка называют его ciriciring no Tao, то есть «человеческая речь». Носители языка предпочитают самоназвание «тао».

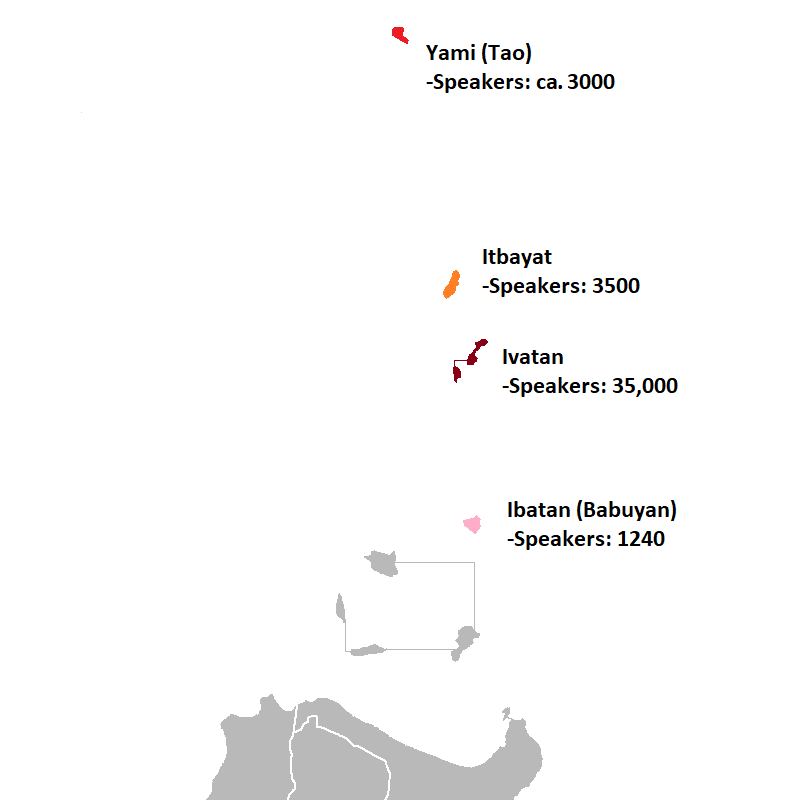
Ями и другие батанские языки

Тао — единственный родной язык тайваньских коренных жителей, который не входит в формозскую группу австронезийских языков. Считается, что это один из батанских языков, также встречающихся на севере Филиппин.

## Фонология
В языке имеется 20 согласных и 4 гласных:

### Гласные
|                          | Гласные переднего ряда | Гласные среднего ряда | Гласные заднего ряда |
| ------------------------ | ---------------------- | --------------------- | -------------------- |
| Гласные верхнего подъёма | i                      |                       |                      |
| Гласные среднего подъёма |                        | ə                     | o                    |
| Гласные нижнего подъёма  |                        | a                     |                      |

- / o / можно услышать как [ʊ] после губных смычных согласных.

В варианте языка тао, на котором говорят в селении Дзираралай на северном побережье, различаются геминативные согласные (например, opa «бедро» против oppa 'курица' образуют одну такую минимальную пару).

### Согласные
|                      |                    | Лабиальные | Альвеолярные | Небные | Ретрофлексные | Веларные | Увулярные | Гортанные |
| -------------------- | ------------------ | ---------- | ------------ | ------ | ------------- | -------- | --------- | --------- |
| Носовые              | Носовые            | m          | n            |        |               | ŋ        |           |           |
| Взрывные / Аффрикаты | глухие             | p          | t            | t͡ʃ     |               | k        | ( q )     | ʔ         |
| Взрывные / Аффрикаты | звонкие            | b          |              | d͡ʒ     | ɖ             | ɡ        |           |           |
| Фрикативные          | Фрикативные        | v          |              |        | ʂ             |          | ʁ         | ( ɦ )     |
| Щелевые сонорные     | Щелевые сонорные   |            | l            | j      | ɻ             | w        |           |           |
| Дрожащие согласные   | Дрожащие согласные |            | r            |        |               |          |           |           |

- / k ʁ / также можно услышать как звуки [q ɦ], когда он расположен между гласными / a / в интервокальной позиции.
- Звуки /n l ʂ/ можно услышать как звуки [ɲ ɮ ʃ] перед /i/.

## Грамматика
С точки зрения базовой классификации частей речи, таких как глаголы, существительные, прилагательные, предлоги и наречия в общеаналитических или других всеобъемлющих языках, в тайваньских австронезийских языках существуют различия. Например, в них, как правило, отсутствуют наречия, и функционально наречия обычно замещают глаголы, которые функционально можно назвать деепричастиями, аналогично деепричастиям в русском языке. Классификация языка тао заключается в анализе и различении основных грамматических частей речи, аффиксов, структуры слов и методов классификации, а также в сравнении и анализе методов классификации частей речи.

### Местоимения
Следующий набор местоимений встречается в языке тао.
|                                           | Именительный        | Именительный     | родительный падеж   | родительный падеж | локатив |
| свободная форма                           | дизъюнктивная форма | свободная форма  | дизъюнктивная форма |                   | локатив |
| ----------------------------------------- | ------------------- | ---------------- | ------------------- | ----------------- | ------- |
| 1 лицо единственного числа                | yaken               | ko               | niaken              | ko                | jiaken  |
| 2 лицо единственного числа                | imo                 | ka               | nimo                | mo                | jimo    |
| 3-е лицо единственного числа              | iya                 | ya               | nia                 | na                | jia     |
| 1 лицо множественного числа (инклюзив)    | yaten               | ta, tamo, takamo | niaten              | ta                | jiaten  |
| 1-е лицо множественного числа (эксклюзив) | yamen               | namen            | niamen              | namen             | jiamen  |
| 2 лицо множественное число                | inio                | kamo, kanio      | ninio               | nio               | jinio   |
| 3 лицо множественное число                | sira                | sia              | nira                | da                | jira    |

### Глаголы
В следующем списке представлены окончания глаголов, встречающиеся в языке тао.
Динамические непереходные:
- -om-/om- (сослагательное наклонение: N-)
- mi-
- ma-
- maN-
- maka-
- maci-/masi-/macika-/macipa-

Статические:
- ma- (сослагательное наклонение: а-)
- ka-...-an (сослагательное наклонение: ka-...-i)

Динамические:
- pi-
- pa-
- paN- (сослагательное наклонение: maN-)
- paka- (сослагательное наклонение: maka-)
- paci- (сослагательное наклонение: maci-)

Транзитивные:
- -en (сослагательное наклонение: -a)
- -an (сослагательное наклонение: -i)
- я- (сослагательное наклонение: -an)

Статические, функционирующие как переходные:
- ma- (сослагательное наклонение: a- ... -a)
- ka-...-an (сослагательное наклонение: a-...-a)

### Аффиксы
В следующем списке приведены аффиксы, найденные в языке тао: 
*icia- «товарищи такие-то и такие-то, у которых одинаковые черты лица или судьба»
*ikeyka- «даже более того»
*ika- «чувствую себя таким-то и таким-то, потому что...»
*ika- «порядковый номер»
*ipi- «множественный номер»
*ji a- «отрицание или утверждение»
*ka- «компания, как ... как абстрактное существительное»
*ka- «ну тогда, только сейчас, только»
*ka- «приставка статического глагола, вновь появляющаяся при образовании переходных глаголов»
*ka- «очень» (редупликация)
*ka- «животные, названные на основании определенных особенностей» (редупликация)
*ka- ...-an - «нарицательное существительное»
*ma- ... -en - «люблю делать то-то и то-то»
*mapaka - «притворяться таким-то и таким-то»
*mapi- «делать то-то и то-то в качестве занятия»
*mi-/mala- «родственные отношения в группе из двух или трех»
*mika-/mapika-/ipika- «все вместе, один за другим»
*mala- «на вкус или на вид...»
*mipa- «становится все больше и больше...»
*mipipa- «даже больше...»
*mapi-/mapa-/pa- ... -en/ipa- «каузативные аффиксы глагола»
*ni- «совершенный вид»
*ni- ... na «превосходная степень»
*noka-  «прошлое»
*noma- «будущее» (отдаленное)
*sicia- «настоящее»
*sima- «будущее» (ближайшее)
*tey- «направление»
*tey- «очень, тоже» 
*tey- «часть, выделенная каждому» (редупликация)

## Лексика

### Разговорные выражения
| тао                   | русский                |
| --------------------- | ---------------------- |
| akokay kamo / akokay  | Всем привет! / Привет! |
| ayoy                  | Спасибо! / К счастью!  |
| asnesneken            | Извините (при встрече) |
| noong                 | Хорошо, да             |
| beken                 | Нет                    |
| tosia                 | Не надо / не нужно     |
| mikonan               | Прощай! (уходя)        |
| mi namen rana an.     | Нам пора домой.        |
| akma ka i alipasalaw. | Желаю тебе здоровья!   |

### Слова, родственные словам филиппинских языков
| английский  | тао         | тагальский/илоканский/бисайские языки, и т.д.                                           |
| ----------- | ----------- | --------------------------------------------------------------------------------------- |
| Person      | tao         | tao (Tagalog), tawo (Cebuano Vis.)                                                      |
| Mother      | ina         | ina                                                                                     |
| Father      | ama         | ama                                                                                     |
| Head        | oo          | ulo                                                                                     |
| Yes         | nohon       | oho (opo)                                                                               |
| Friend      | kagagan     | kaibigan                                                                                |
| who         | sino        | sino, sin-o (Hiligaynon Vis.), hin-o (Waray Vis.)                                       |
| they        | sira        | sila (Tagalog), sira/hira (Waray Vis.)                                                  |
| their       | nira        | nila                                                                                    |
| offspring   | anak        | anak                                                                                    |
| I (pronoun) | ko          | ko, -ko (Ilokano)                                                                       |
| you         | ka          | ka, -ka (Ilokano)                                                                       |
| day         | araw        | araw, aldaw (Ilokano), adlaw (Cebuano Vis.)                                             |
| eat         | kanen       | kain, kanen (Ilokano), kaon (all Visayan)                                               |
| drink       | inomen      | inumin, inomen (Ilokano)                                                                |
| speech      | ciriciring  | chirichirin (Itbayaten Ivatan), siling (Hiligaynon Vis., say), siring (Waray Vis., say) |
| and         | aka         | saka                                                                                    |
| ouch        | Ananay      | Aray, Agay (Cebuano Vis.), Annay (Ilokano)                                              |
| home        | vahay       | bahay, balay (Ilokano, Cebuano Vis.)                                                    |
| piglet      | viik        | biik (Tagalog, piglet)                                                                  |
| goat        | kadling     | kambing, kanding (Cebuano Vis.), kalding (Ilokano)                                      |
| stone       | vato        | bato (Tagalog, all Visayan, etc.)                                                       |
| town        | ili         | ili (Ilokano)                                                                           |
| one         | ása         | isa (Tagalog, Hiligaynon Vis.), maysa (Ilokano), usa (Cebuano Vis.)                     |
| two         | dóa (raroa) | dalawa (Tagalog), duha (Cebuano), dua (Ilokano)                                         |
| three       | tílo        | tatlo, tulo/tuto (Cebuano Vis.), tallo (Ilokano)                                        |
| four        | ápat        | apat (Tagalog, Hiligaynon Vis.), upat (Cebuano Vis.), uppat (Ilokano)                   |
| five        | líma        | lima                                                                                    |
| six         | ánem        | anim (Tagalog), innem (Ilokano), unom (Cebuano Vis.), anum (Hiligaynon Vis.)            |
| seven       | píto        | pito                                                                                    |
| eight       | wáo         | walo                                                                                    |
| nine        | síam        | siyam, siam (Ilokano)                                                                   |
| ten         | póo         | sampu (Tagalog), sangapulo (Ilokano), napulo (all Visayan)                              |

### Японские заимствования
| английский  | тао      | японский                       |
| ----------- | -------- | ------------------------------ |
| Airplane    | sikoki   | hikouki (飛行機)               |
| Alcohol     | saki     | sake (酒)                      |
| Battleship  | gengkang | gunkan (軍艦)                  |
| Bible       | seysio   | seisho (聖書)                  |
| Christ      | Kizisto  | kirisuto (キリスト)            |
| Doctor      | koysang  | o-isha-san? (お医者さん)       |
| Flashlight  | dingki   | denki (電気)                   |
| Holy Spirit | seyzi    | seirei (聖霊)                  |
| Key         | kagi     | kagi (鍵)                      |
| Medicine    | kosozi   | kusuri (薬)                    |
| Monkey      | sazo     | saru (猿)                      |
| Motorcycle  | otobay   | ōtobai (オートバイ; auto bike) |
| Police      | kisat    | keisatsu (警察)                |
| School      | gako     | gakkō (学校)                   |
| School bag  | kabang   | kaban (鞄)                     |
| Teacher     | sinsi    | sensei (先生)                  |
| Ticket      | kipo     | kippu (切符)                   |
| Truck       | tozako   | torakku (トラック; truck)      |

### Заимствования из китайского языка
| английский | тао       | китайский         |
| ---------- | --------- | ----------------- |
| Wine       | potaw cio | путаоцзю (葡萄酒) |